# اما (فیلم ۲۰۲۰)
اِما (انگلیسی: Emma.) یک فیلم در ژانر درام و کمدی است که در سال ۲۰۲۰ منتشر شد.این فیلم اقتباسی از کتاب اما جین آستین است و از بازیگران آن می‌توان به آنیا تیلور-جوی، بیل نای، جانی فلین، میا گاث، میراندا هارت، و کلوم ترنر اشاره کرد.اکران این فیلم با همه گیری بیماری کرونا در جهان و تعطیلی سینما ها متوقف شد.